# Базар, Сент-Аман
Сент-Ама́н База́р (фр. Saint-Amand Bazard; 19 сентября 1791 года, Париж — 29 июля 1832 года, Куртри) — французский социалист и экономист, последователь А. Сен-Симона, основатель карбонаризма во Франции.

## Биография
Родился в Париже 19 сентября 1791 года. Незаконнорожденный ребёнок. Родственники неизвестны, кроме сестры Пальмиры.
В 1813 году в возрасте 22 лет женился на Клэр Жубер, дочери Пьера-Матье Жубера, члена Конституционной ассамблеи 1789 года.
Отличился 30 марта 1814 года во время обороны Парижа, произведён в капитаны национальной гвардии и кавалеры ордена Почётного легиона, затем занимал небольшую должность в префектуре департамента Сены.
После реставрации Бурбонов начал пропаганду республиканских взглядов, издавая оппозиционную газету «L’Aristarque». После ограничений на свободу слова, вызванных убийством в 1820 году герцога беррийского Шарля-Фердинанда, начал печатать подпольные брошюры. В то же время под маской масонства основал республиканское общество «Amis de la verité». В 1820 году учредил вместе с Дюжье и Жубером Союз карбонариев во Франции, который в 1821 году насчитывал более 200 тыс. членов.
Участвовал в восстаниях в Кольмаре и Бельфоре, был заочно приговорён к смертной казни, скрывался. В 1825 году примкнул к сенсимонистам, писал статьи для газеты «Producteur» под псевдонимом «Сент-Аман», вскоре стал неформальным интеллектуальным лидером общества. В 1828 году читал в Париже курс лекций об учении Сен-Симона. На основе этих лекций написал своё основное сочинение «Изложение доктрины Сен-Симона» («Exposition de la doctrine de Saint-Simon», 2 т., 1828—30; нов. изд. Париж, 1854 г., вторая часть написана преимущественно Б. П. Анфантеном). 
После смерти Сен-Симона в 1825 году руководство сенсимонистской школой перешло к Олинду Родригу, бывшему ближайшим учеником графа. Однако он постепенно отошёл от дел, и к 1829 году школу возглавили Базар и его постоянный оппонент, Бартелеми Проспер Анфантен. Базар и его последователи считали, что Анфантен превратно трактует принципы коллективизма, и его учение о браке является безнравственным и вредным. В ноябре 1831 году в движении сенсимонистов произошёл раскол, после которого Базар прекратил участие в нём, выйдя из общины вместе с 19 активными членами.